# 中亚鸽
中亚鸽（学名：Columba eversmanni）为鸠鸽科鸽属的鸟类。分布于前苏联、从咸海至阿富汗、东抵Zaissan-nor、冬时南迁至印度、巴基斯坦以及中国大陆的新疆等地。该物种的模式产地在亚洲西部和中部。因爲受到長期捕獵的影響。該物種被IUCN列爲易危物種。
学名是纪念生物学家和探险家Eduard Friedrich Eversmann。

## 特徵
中亞鴿是一種中型的鴿屬鳥類。他們身長30cm，體重介於183至234克之間。當中最明顯的特徵就是他們擁有黃色的眼睛，而身體大部分則為灰色。